# Xanthorhoe deleta
Xanthorhoe deleta är en fjärilsart som beskrevs av Cockerell 1889. Xanthorhoe deleta ingår i släktet Xanthorhoe och familjen mätare. Inga underarter finns listade i Catalogue of Life.